# Trifluormethansulfonát stříbrný
Trifluormethansulfonát stříbrný (též triflát stříbrný, zkráceně AgOTf) je sůl stříbrného kationtu a triflátového aniontu. Je rozpustný ve vodě a některých organických rozpouštědlech; používá se jako reaktant při výrobě organických a anorganických triflátů.

## Příprava
Původní způsob přípravy začíná u barnaté soli kyseliny trifluormethansulfonové, z níž se odpovídající kyselina získá pomocí zředěné kyseliny sírové a následně se neutralizuje uhličitanem stříbrným.
Triflát stříbrný vzniká s výtěžností 95 % a může být přečištěn rekrystalizací ze směsi benzenu nebo diethyletheru s tetrachlormethanem.
Lze jej také získat reakcí zředěné kyseliny trifluormethansulfonové (TfOH) a oxidu stříbrného (Ag2O), zde dosahuje výtěžnost 98 %.

## Reakce
AgOTf se používá k přípravě alkykltriflátů z alkylhalogenidů:
CF3SO2OAg + RX → CF3SO2OR + AgX (X je obvykle jod)
V koordinační chemii se tato sůl používá k nahrazení halogenidových ligandů méně stabilním triflátovým ligandem. Na méně stabilní sloučeninu lze takto přeměnit například brompentakarbonylrhenium:
CF3SO2OAg + BrRe(CO)5 → CF3SO2ORe(CO)5 + AgBr